# Galaicoportuguès
El galaicoportuguès o galaicoportugués era una llengua romànica, parlada a l'edat mitjana, a la franja occidental de la península Ibèrica. S'estenia des de la Mar Cantàbrica fins al riu Duero.
El galaicoportuguès va tenir força importància i d'això en dona bona mostra la literatura que va produir.
Algunes recopilacions líriques medievals galaicoportugueses són:
- Cancioneiro de Ajuda
- Cancioneiro de Vaticana
- Cancioneiro Colocci-Brancutti
- Cancioneiro dun Grande de Espanha
- Pergaminho Vindel
- Pergaminho Sharrer
- Os 5 lais de Bretanha
- Tenzón entre Afonso Sánchez e Vasco Martíns de Resende

El rei de Castella Alfons el Savi va compondre les seves "Cantigas" en galaicoportuguès, que era la seva llengua predilecta per a la poesia. Aquesta llengua va tenir la seva màxima importància des del final del segle xii fins a mitjan segle xiv. Alguns poetes destacats van ser: Bernardo de Bonaval, Airas Nunes, Pedro da Ponte, Pero Amigo.
Cap al 1400 el galaicoportuguès va perdre progressivament la seva unitat i suposadament es va començar a separar en dues llengües: el gallec i el portuguès. De fet, abans de la creació del Regne de Portugal al segle xii, que es va separar del regne de Galícia, la denominació comuna era gallec. El gallec de Portugal es va anomenar oficialment portuguès. Per tant, el terme galaicoportuguès és d'ús modern en l'àmbit acadèmic.
Actualment, existeix a Galícia un moviment cultural i lingüístic conegut com a reintegracionisme que propugna que gallec i portuguès segueixen sent la mateixa llengua i proposa pel gallec l'adopció de normes ortogràfiques harmonitzades amb les portugueses i brasileres.